# Lethrus shakhristanicus
Lethrus shakhristanicus är en skalbaggsart som beskrevs av Nikolajev 2003. Lethrus shakhristanicus ingår i släktet Lethrus och familjen tordyvlar. Inga underarter finns listade i Catalogue of Life.